# Habitat Sky
Habitat Sky er en 120 meter høj bygning i Barcelona som stod færdig i 2007. Den er tegna af den franske arkitekt Dominique Perrault, og er byens fjerde højeste bygning. Habitat Sky er et femstjernet hotel med 31 etasger og 259 rum som enten vender mod søen eller mod byen. Hotellet ligger mellem Avinguda Diagonal og Carrer del Pere IV i bydelen Poble Nou tre kilometer fra centrum. 
Hotellet har tre restauranter hvoraf en er kun for hotellets gæster. Hotellet har to store konferencesale, en på tredje etage og en i underetagen.